# Revni zaposleni
Revni zaposleni so tisti posamezniki, katerih razpoložljiv dohodek ne presega praga tveganja revščine. Ali nekoga štejemo med revne, je odvisno od same definicije »delovni« in »revščina«.
Medtem, ko se revščino pogosto povezuje z brezposelnostjo, velik delež med revnimi predstavljajo pravzaprav zaposleni. Zlasti zato, ker prejemajo tako nizke dohodke, se soočajo  s številnimi ovirami, ki jim otežujejo najti zaposlitev in obdržati delo, prihraniti denar in ohraniti občutek lastne vrednosti. 
V zadnjih štirih desetletjih se uradna ocena stopnje revščine v ZDA bistveno ne spreminja, vendar pa mnogi sociologi menijo, da je uradna ocena prenizka in da se delež zaposlenih, ki se soočajo s precejšnjimi finančnimi težavami, v zadnjih letih povečuje. Spremembe v gospodarstvu, zlasti prehod iz predelovalne industrije v gospodarstvo, ki temelji na storitvah, so privedle do polarizacije trga dela. To pomeni, da je več vodstvenih delovnih mest na vrhu dohodkovne lestvice in tistih na dnu ter manj delovnih mest v sredini. 
Obstajajo številne politike za boj proti revščini, ki dokazano izboljšujejo položaj revnih. Raziskave potrjujejo, da je povečevanje državne socialne pomoči najbolj učinkovit način za zmanjšanje revščine in revščine med zaposlenimi. Ukrepi, ki jih imajo vlade na voljo, so povišanje minimalnih plač ter kritje stroškov za izobraževanje in zdravstveno varstvo otrok revnih zaposlenih.